# Chicago (phim 2002)
Chicago là một bộ phim nhạc kịch hài hước đề tài tội phạm của Mỹ năm 2002 dựa trên tác phẩm nhạc kịch sân khấu cùng tên. Phim bàn về người nổi tiếng, các vụ bê bối và tham nhũng ở Chicago trong Thời đại Jazz. Phim có sự tham gia của Renée Zellweger, Catherine Zeta-Jones và Richard Gere. Chicago tập trung mô tả Velma Kelly (Zeta-Jones) và Roxie Hart (Zellweger), hai nữ sát nhân phải ngồi tù cùng nhau chờ ngày xét xử vào những năm 1920 ở Chicago. Velma, một nghệ sĩ vaudevillie và Roxie, một bà nội trợ, cố gắng vươn mình để nổi danh - thứ sẽ giữ họ khỏi giá treo cổ. Bộ phim đánh dấu sự ra mắt của đạo diễn sân khấu Rob Marshall (ông cũng biên đạo cho bộ phim). Phim được biên kịch Bill Condon chuyển thể từ kịch sân khấu, với nhạc soạn bởi John Kander và lời bài hát viết bởi Fred Ebb. Được sự khen ngợi từ giới phê bình, Chicago đã giành được sáu giải Oscar năm 2003, bao gồm giải Phim hay nhất, và vì vậy trở thành vở nhạc kịch đầu tiên giành giải Phim hay nhất kể từ Oliver! năm 1968.

## Nội dung
Năm 1924, Roxie Hart xem Velma Kelly biểu diễn ("Overture/All That Jazz") tại một nhà hát ở Chicago. Cũng muốn trở nên nổi tiếng, cô bắt đầu ngoại tình với Fred Casely - kẻ bảo Roxie rằng anh ta quen biết người quản lý. Sau buổi biểu diễn, Velma bị bắt vì giết chồng mình Charlie và chị gái Veronica, sau khi bắt gặp họ trên giường cùng nhau.
Một tháng sau, Casely thừa nhận với Roxie rằng anh không có quen biết ai trong showbiz và đã nói dối chỉ vì muốn ngủ với cô. Tức giận, cô bắn chết anh. Cô thuyết phục chồng mình, Amos, thú tội giết người thay mình, bằng cách nói với chồng rằng cô đã giết một tên trộm để tự vệ. Khi Amos thú nhận với viên thám tử, Roxie tưởng tượng rằng cô đang hát một bài hát dành riêng cho chồng ("Honey Honey"). Tuy nhiên, khi thám tử đưa ra bằng chứng cho thấy Roxie và Casely đang ngoại tình, Amos rút lại lời thú tội; Roxie giận dữ thừa nhận những gì thực sự đã xảy ra và bị bắt giữ. Luật sư Quận đầy tham vọng Harrison tuyên bố ông sẽ tìm cách cho Roxie chịu án tử hình.
Tại Nhà tù quận Cook, Roxie được gửi đến Murderess 'Row, dưới sự chăm sóc của Matron "Mama" Morton ("When You're Good to Mama"). Roxie gặp thần tượng Velma của mình, nhưng mong muốn kết bạn của cô bị khước từ một cách thô lỗ. Ở đó, cô nghe được bối cảnh và tội giết người của những người phụ nữ khác, bao gồm cả Velma (" Cell Block Tango"). Theo lời khuyên của Morton, Roxie lôi kéo luật sư tài ba của Velma, Billy Flynn ("All I Care About"). Flynn và Roxie thao túng báo chí, tái tạo danh tính của Roxie thành một người phụ nữ đức hạnh bị nhịp sống xô bồ của chốn thành thị phá hư; Cô khẳng định mình đã ngoại tình với Casely vì Amos luôn quá bận bịu với công việc, nhưng đã ăn năn và bỏ anh ta để quay về với chồng, và vì thế Casely tấn công cô do ghen tuông ("We Both Reached for the Gun"). Báo chí tin câu chuyện, và Roxie trở thành hiện tượng mới chỉ qua một đêm, được công chúng tôn là nữ anh hùng đáng thương ("Roxie"). Velma, không vui khi bị mất sự chú ý của công chúng, cố gắng thuyết phục Roxie tham gia biểu diễn cùng mình, thế vai người chị gái mà cô đã giết ("I Can't Do It Alone"), nhưng Roxie, giờ đã nổi tiếng hơn, khinh thường Velma - hệt như lúc ban đầu Velma khinh thường cô.
Trong khi đó, Kitty "Go-To-Hell Kitty" Baxter, một nữ thừa kế giàu có, bị bắt vì giết chồng và hai người tình của anh ta, và báo chí và Flynn chú ý đến cô này nhiều hơn. Trước sự ngạc nhiên của Velma, Roxie nhanh chóng lấy lại ánh hào quang bằng cách tuyên bố có thai. Amos bị báo chí lờ đi ("Mister Cellophane"), và Flynn, nhằm tăng thêm sự cảm thông cho Roxie, thuyết phục anh ta rằng đứa trẻ là của Casely và anh ta nên ly dị Roxie. Roxie, do quá tự tin, sa thải Flynn, và tin rằng giờ đây cô có thể tự mình giành lấy chiến thắng. Tuy nhiên, khi Katalin Helinszki, một phụ nữ Hungary ở Murderess 'Row (người tình cờ là tù nhân duy nhất phản kháng và khăng khăng rằng mình vô tội), trở thành người phụ nữ đầu tiên trong lịch sử Hạt Cook bị xử tử bằng cách treo cổ, Roxie nhận ra sự nghiêm trọng của tình hình và thuê lại Flynn.
Phiên tòa của Roxie bắt đầu và Billy biến nó thành mộ hiện tượng truyền thông ("Razzle Dazzle") với sự giúp đỡ của các phóng viên báo giật gân và giọng nói phát thanh Mary Sunshine. Billy làm lời các nhân chứng trở nên khó tin, thao túng bằng chứng và thậm chí là làm giả một màn hòa giải giữa Amos và Roxie trước công chúng khi cô nói đứa trẻ là của Amos. Phiên tòa có vẻ thuận lợi cho Roxie cho đến khi Velma xuất hiện cùng với nhật ký của Roxie: cô ấy đọc các đoạn chứng minh tội ác của Roxie để đổi lấy sự ân xá cho bản thân. Billy làm cuốn nhật ký trông không đáng tin, ngầm ám chỉ rằng Harrison là người đã làm giả quyển nhật ký ("A Tap Dance"). Roxie được tha bổng, nhưng sự nổi tiếng của cô bị lu mờ trong giây lát khi một người phụ nữ khác, người cũng đã bắn chồng mình, bắn luật sư ngay bên ngoài tòa án. Flynn bảo cô nên tập chấp nhận điều đó đi, và thừa nhận rằng anh ta đã giả mạo cuốn nhật ký của cô, để buộc tội luật sư Quận và tha bổng hai khách hàng cùng một lúc. Amos vẫn chung thủy với Roxie và mong chờ được làm cha, nhưng Roxie từ chối anh ta một cách tàn nhẫn, tiết lộ rằng cô không có thai, và anh đã chọn rời đi cô.
Roxie trở thành một người biểu diễn Vaudeville, nhưng rất không thành công ("Nowadays"). Velma cũng không thành công, và một lần nữa tiếp cận Roxie để đề nghị biểu diễn cùng nhau: một vở diễn kép bao gồm hai kẻ giết người. Roxie ban đầu từ chối, nhưng sau đó chấp nhận khi Velma chỉ ra rằng họ vẫn có thể biểu diễn cùng nhau mặc dù họ không ưa nhau. Vở diễn là một màn ngoạn mục mang lại cho họ tình yêu từ khán giả và báo chí ("Nowadays / Hot Honey Rag"). Bộ phim kết thúc với cảnh Roxie và Velma nhận được sự hoan nghênh nhiệt liệt từ khán giả (bao gồm Flynn, Morton, bồi thẩm đoàn và các nữ sát nhân được tha bổng khác), và tuyên bố rằng, "Nếu không có bạn, chúng tôi đã không thể có được hôm nay".

## Diễn viên
- Renée Zellweger trong vai Roxie Hart, một bà nội trợ khao khát trở thành một nghệ sĩ vaudevillie, và bị bắt vì giết người tình gian dối của cô.
- Catherine Zeta-Jones trong vai Velma Kelly, một showgirl bị bắt vì tội giết chồng cô, Charlie, và chị gái của cô, Veronica.
- Richard Gere trong vai Billy Flynn, một luật sư hai mặt, tham lam, dẻo miệng, biến khách hàng của mình thành người nổi tiếng để giành được sự ủng hộ từ công chúng. Siêu sao âm nhạc Michael Jackson đã có lúc được cân nhắc cho vai diễn này.
- Nữ hoàng Latifah trong vai Matron "Mama" Morton, nữ quản ngục tham nhũng nhưng lại đầy săn sóc của nhà tù Hạt Cook.
- John C. Reilly trong vai Amos Hart, người chồng ngây thơ, đơn giản nhưng tận tụy của Roxie.
- Christine Baranski trong vai Mary Sunshine, một phóng viên theo chủ nghĩa giật gân.
- Taye Diggs trong vai The Bandleader, một MC thần bí, người giới thiệu từng bài hát.
- Colm Feore trong vai Martin Harrison, công tố viên trong cả hai phiên tòa của Roxie và Velma.
- Lucy Liu trong vai Kitty "Go To Hell Kitty" Baxter, một nữ thừa kế triệu phú, người đã nhanh chóng nổi tiếng vượt mặt Velma và Roxie khi cô giết chồng và hai nhân tình của anh ta.
- Dominic West trong vai Fred Casely, người tình lừa dối và là nạn nhân bị Roxie giết.
- Mýa trong vai Mona, một tù nhân của Murderess 'Row, người đã giết bạn trai nghệ sĩ của cô sau khi phát hiện ra anh ta ngoại tình với nhiều người.
- Jayne Eastwood trong vai bà Borusewicz, hàng xóm nhà Harts từ bên kia tòa nhà.
- Chita Rivera trong vai Nicky, một cô gái điếm. Rivera là diễn viên gốc vai Velma Kelly trong vở nhạc kịch Chicago năm 1975; cô xuất hiện trong phim với tư cách diễn viên khách mời.
- Susan Misner trong vai Liz, một tù nhân của Murderess 'Row, người đã giết chồng mình sau khi anh ta không ngừng thổi kẹo cao su.
- Denise Faye trong vai Annie, một tù nhân của Murderess 'Row, người đã giết bạn trai của cô sau khi phát hiện ra anh ta là người Mặc Môn có nhiều vợ.
- Deidre Goodwin trong vai June, một tù nhân của Murderess 'Row, người đã giết chồng mình sau khi anh ta buộc tội cô ta ngoại tình.
- Ekaterina Chtchelkanova trong vai Katalin Helinszki, một tù nhân người Hungary của Murderess 'Row, người khẳng định cô vô tội, và không nói tiếng Anh ngoại trừ hai từ: "không có tội"; cô ấy bị treo cổ.

## Các bài hát
1. "Overture / All That Jazz" - Velma, Company
2. "Funny Honey" - Roxie và Amos
3. "When You're Good to Mama" - Mama
4. " Cell Block Tango" - Velma, Cell Block Girls
5. "All I Care About" - Billy, Dàn hợp xướng nữ
6. "We Both Reached for the Gun" - Billy, Roxie, Mary, Các phóng viên
7. "Roxie" - Roxie, Dàn hợp xướng nam
8. "I Can't Do It Alone" - Velma
9. "Moph Cellophane" - Amos
10. "Razzle Dazzle" - Billy, Company
11. "Class" - Velma and Mama (đã bị cắt khỏi phim; nhưng có xuất hiện trong bản DVD và trong buổi công chiếu 2005 trên NBC)
12. "A Tap Dance" - Billy
13. "Nowadays" - Roxie
14. "Nowadays / Hot Honey Rag" - Roxie, Velma
15. "I Move On" - Roxie và Velma (xuất hiện ở phần credit cuối phim)
16. "All That Jazz (reprise)" - Velma, Company